# Пясъчна акула
Пясъчната акула (Carcharhinus plumbeus) е вид хрущялна риба от семейство Сиви акули (Carcharhinidae). Видът е световно застрашен, със статут Уязвим.

## Разпространение
Разпространен е в Австралия (Западна Австралия, Куинсланд, Нов Южен Уелс и Северна територия), Аржентина, Бахамски острови, Бенин, Бразилия, Венецуела, Виетнам, Габон, Гана, Гвинея, Гвинея-Бисау, Гърция, Египет, Екваториална Гвинея, Еритрея, Израел, Индонезия, Ирак, Иран, Испания (Канарски острови), Италия, Кабо Верде, Камерун, Китай, Колумбия, Република Конго, Коста Рика, Кот д'Ивоар, Куба, Либерия, Либия, Ливан, Мавриций, Мадагаскар, Малта, Мароко, Мозамбик, Нигерия, Нова Каледония, Оман, Панама, Португалия, Провинции в КНР, Сао Томе и Принсипи, САЩ (Алабама, Вирджиния, Делауеър, Джорджия, Кънектикът, Луизиана, Масачузетс, Мисисипи, Ню Джърси, Род Айлънд, Северна Каролина, Тексас, Флорида и Южна Каролина), Сейшели, Сенегал, Сирия, Словения, Судан, Тайван, Танзания, Того, Тринидад и Тобаго, Тунис, Турция, Уругвай, Хондурас, Хърватия, Южна Африка и Япония.